# Primera División 1991 (Cile)
L'edizione 1991 della Primera División è stata l'60ª edizione del massimo torneo calcistico cileno. Il campionato fu vinto dal Colo-Colo per la 18ª volta nella sua storia. Quell'anno è stato anche segnato, con la consacrazione di Colo-Colo, come campione della Coppa Libertadores 1991.

## Formula
La Federazione cilena scelse di semplificare la formula del campionato rispetto all'anno precedente e optò per un girone unico all'italiana. La Liguilla Pre-Libertadores è una fase di play-off che serve a determinare la 2ª squadra cilena classificata alla Copa Libertadores.

## Classifica
| Pos. | Squadra               | G  | V  | N  | S  | GF | GS | DR  | P  |
| ---- | --------------------- | -- | -- | -- | -- | -- | -- | --- | -- |
| 1    | Colo-Colo             | 30 | 18 | 8  | 4  | 57 | 25 | 32  | 44 |
| 2    | Coquimbo Unido        | 30 | 15 | 9  | 6  | 41 | 31 | 10  | 39 |
| 3    | Universidad Católica  | 30 | 16 | 6  | 8  | 54 | 38 | 16  | 38 |
| 4    | O'Higgins             | 30 | 15 | 7  | 8  | 50 | 33 | 17  | 37 |
| 5    | Arturo Fernández Vial | 30 | 13 | 6  | 11 | 28 | 33 | -5  | 32 |
| 6    | Cobreloa              | 30 | 13 | 5  | 12 | 57 | 40 | 17  | 31 |
| 7    | Deportes Concepción   | 30 | 11 | 9  | 10 | 43 | 49 | -6  | 31 |
| 8    | Deportes Antofagasta  | 30 | 8  | 13 | 11 | 22 | 24 | -2  | 29 |
| 9    | Palestino             | 30 | 7  | 15 | 8  | 39 | 43 | -4  | 29 |
| 10   | Deportes La Serena    | 30 | 11 | 6  | 13 | 42 | 56 | -14 | 28 |
| 11   | Cobresal              | 30 | 8  | 11 | 11 | 43 | 35 | 8   | 27 |
| 12   | Unión Española        | 30 | 10 | 7  | 13 | 50 | 49 | 1   | 27 |
| 13   | Everton               | 30 | 10 | 7  | 13 | 35 | 39 | -4  | 27 |
| 14   | Universidad de Chile  | 30 | 7  | 9  | 14 | 36 | 39 | -3  | 23 |
| 15   | Provincial Osorno     | 30 | 5  | 9  | 16 | 35 | 66 | -31 | 19 |
| 16   | Santiago Wanderers    | 30 | 3  | 13 | 14 | 26 | 58 | -32 | 19 |

|  | Campione. Qualificata alla Coppa Libertadores 1992 |
|  | Qualificata alla Coppa Libertadores 1992           |
|  | Qualificata per la Liguilla Pre-Libertadores       |
|  | Qualificata per la Liguilla de Promoción           |
|  | Retrocessa in Primera B                            |

## Pre-Liguilla Libertadores

### Fase a eliminazione diretta
| Squadra locale       | Squadra ospite        | Ida | Indietro | globale |
| -------------------- | --------------------- | --- | -------- | ------- |
| Deportes Antofagasta | Cobreloa              | 0-0 | 3-1      | 3-1     |
| Deportes Concepción  | Arturo Fernández Vial | 1-0 | 2-2      | 3-2     |
| O'Higgins            | Universidad Católica  | 1-0 | 1-1      | 2-1     |

Il quarto membro del Liguilla Pre-Libertadores era Universidad Católica, per la sua posizione nella tabella dell campionato della Primera Division 1991.

## Liguilla Pre-Libertadores
| Pos | Equipo               | PJ | PG | PE | PP | GF | GC | Dif | Pts |
| --- | -------------------- | -- | -- | -- | -- | -- | -- | --- | --- |
| 1   | Universidad Católica | 3  | 3  | 0  | 0  | 8  | 2  | 6   | 6   |
| 2   | O'Higgins            | 3  | 1  | 1  | 1  | 2  | 3  | -1  | 3   |
| 3   | Deportes Antofagasta | 3  | 1  | 0  | 2  | 3  | 4  | -1  | 2   |
| 4   | Deportes Concepción  | 3  | 0  | 1  | 2  | 2  | 6  | -4  | 1   |

|  | Qualificata alla Coppa Libertadores 1992 |

## Liguilla de Promoción
Le 4 squadre che hanno partecipato a quel campionato hanno dovuto giocare in un unico locale, in questo caso in Santiago del Cile e contestati in un formato di tutti contro tutti in 3 date. I due vincitori giocheranno nel 1994, mentre i 2 perdenti giocheranno nella seconda divisione del Cile, per lo stesso anno menzionato.
| Pos | Equipo                | PJ | PG | PE | PP | GF | GC | Dif | Pts |
| --- | --------------------- | -- | -- | -- | -- | -- | -- | --- | --- |
| 1   | Everton               | 3  | 2  | 1  | 0  | 4  | 1  | 3   | 5   |
| 2   | Universidad de Chile  | 3  | 2  | 0  | 1  | 7  | 2  | 5   | 4   |
| 3   | Soinca Bata           | 3  | 1  | 1  | 1  | 4  | 3  | 1   | 3   |
| 4   | Deportes Puerto Montt | 3  | 0  | 0  | 3  | 1  | 10 | -9  | 0   |

|  | Giocheranno in Primera División 1992 |
|  | Giocheranno in Seconda División 1992 |

## Verdetti
- Colo-Colo campione del Cile
- Colo-Colo, Coquimbo Unido e Universidad Católica qualificate alla Coppa Libertadores 1992.
- Provincial Osorno e Santiago Wanderers retrocesse in Primera B.

## Classifica marcatori
| Gol |  |  | Giocatore              | Squadra              |
| --- |  |  | ---------------------- | -------------------- |
| 23  |  |  | Rubén Martínez         | Colo-Colo            |
| 22  |  |  | Aníbal González        | Unión Española       |
| 21  |  |  | Marco Antonio Figueroa | Cobreloa             |
| 21  |  |  | Juan Carlos Almada     | Dep. Concepción      |
| 21  |  |  | Carlos Gustavo De Luca | O'Higgins            |
| 12  |  |  | Pedro González         | Coquimbo Unido       |
| 11  |  |  | Juan Covarrubias       | Cobreloa             |
| 11  |  |  | Andrés Roldán          | Osorno               |
| 11  |  |  | José Antonio Castro    | Universidad de Chile |
| 10  |  |  | José Luis Sánchez      | Osorno               |
| 9   |  |  | Cristián Olguín        | Coquimbo Unido       |
| 9   |  |  | Juan Castillo          | Dep. La Serena       |
| 9   |  |  | Gerardo Reinoso        | Universidad Católica |
| 9   |  |  | Jorge Contreras        | Universidad Católica |
| 8   |  |  | Sergio Salgado         | Dep. Antofagasta     |
| 8   |  |  | Pedro Pablo Díaz       | Everton              |
| 8   |  |  | Álvaro Vergara         | Fernández Vial       |
| 8   |  |  | Gabriel Díaz           | Dep. La Serena       |
| 8   |  |  | José Percudani         | Universidad Católica |
| 8   |  |  | Rodrigo Barrera        | Universidad Católica |
| 8   |  |  | Mariano Puyol          | Universidad de Chile |
| 7   |  |  | Carlos Ramos           | Cobresal             |
| 7   |  |  | Fidel Suárez           | Cobresal             |
| 7   |  |  | Eric Lecaros           | Dep. La Serena       |
| 7   |  |  | Víctor Hugo Castañeda  | Palestino            |
| 7   |  |  | Raimundo Tupper        | Universidad Católica |
| 6   |  |  | Cristián Bravo         | Cobresal             |
| 6   |  |  | Luis Pérez             | Colo-Colo            |
| 6   |  |  | Daniel Fuentes         | O'Higgins            |
| 6   |  |  | Ariel Bravo            | Palestino            |
| 6   |  |  | Alejandro Glaría       | Santiago Wanderers   |
| 6   |  |  | Cristian Montecinos    | Unión Española       |